# Alguazas
Alguazas è un comune spagnolo di 8 978 abitanti situato nella comunità autonoma di Murcia.